# Elkalyce ion
Elkalyce ion är en fjärilsart som beskrevs av John Henry Leech 1891. Elkalyce ion ingår i släktet Elkalyce och familjen juvelvingar. Inga underarter finns listade i Catalogue of Life.